# Aleja 1 Maja w Giżycku
Aleja 1 Maja w Giżycku – jedna z ulic w Giżycku, prowadząca ku północnej granicy miasta w stronę Węgorzewa. Biegnie od ronda Solidarności przy cmentarzu komunalnym do ronda Jana Pawła II przy Placu  Grunwaldzkim.
Przed 1945 na odcinku od pl. Grunwaldzkiego (ówczesny Marktplatz) do ul. Kościuszki (Wilhelmstrasse) była to Angerburgerstrasse (ul. Węgorzewska), a na odcinku od  ul. Kościuszki do Obwodówki (Umgehungstrasse) nazywała się Angerburger Allee (al. Węgorzewska). Po wojnie Angerburgerstrasse nazwano Aleją Józefa Stalina przemianowaną potem na al. Powstańców Warszawy. Natomiast od 29 lutego 1960 cały odcinek od pl. Grunwaldzkiego do Szosy Obwodowej nazwano Aleją 1 Maja.

## Ważniejsze obiekty
- Cmentarz komunalny (zarządca – Urząd Miejski)
- Centrum Kształcenia Zawodowego i Ustawicznego (nr 30)
- Komenda Powiatowa Policji (nr 26)
- Zbór Kościoła Chrześcijan Baptystów (nr 22)
- 15 Giżycka Brygada Zmechanizowana – 2 Batalion Zmechanizowany (nr 11)
- Urząd Miejski; Starostwo Powiatowe; Urząd Stanu Cywilnego (nr 14)
- Poczta Polska – Giżycko 1 (ul. Pocztowa 2)
- I Liceum Ogólnokształcące im. Wojciecha Kętrzyńskiego (ul. Traugutta 1)

- Zespół Szkół Elektronicznych i Informatycznych im. Komisji Edukacji Narodowej (ul. Mickiewicza 27)